# Myrmekjon

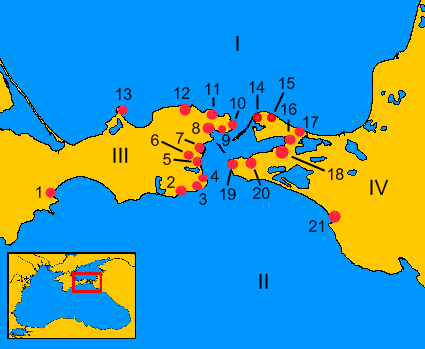
Myrmekjon (nr 9) oraz inne miasta i osady południowej części Królestwa Bosporańskiego:
I) Jezioro Meockie (Morze Azowskie)
II) Pontus Euxinus (Morze Czarne)
III) Półwysep Kerczeński (Krym)
IV) Półwysep Tamański
1) Teodozja
2) Kimmerikon
3) Kytaja
4) Akra
5) Nimfajon
6) Iluraton
7) Tyritake
8) Pantikapajon
9) Myrmekjon
10) Partenion
11) Portmion
12) Chersonez Zenonowy
13) Heraklion
14) Achilion
15) Kimmeris
16) Kepoi
17) Tyrambe
18) Fanagoria
19) Korkondama
20) Hermonassa
21) Gorgippia

Myrmekjon, Mirmeki, Myrmekion, Myrmekejon (stgr.  Μυρμήκιον; ros. Мирмекион, Мирмекий) – starożytne miasto greckie na Krymie, wymieniane już w dziełach takich autorów starożytnych, jak Pseudo-Skimnos, Strabon, Pseudo-Arrian.

## Położenie
Miasto położone jest we wschodniej części Krymu, na północnym skraju Zatoki Kerczeńskiej w północno-wschodniej części Półwyspu Kerczeńskiego na przylądku Karantińskim. Zaliczane jest przez współczesnych badaczy do tzw. małych miast bosporańskich, w odróżnieniu od „stolic”: Pantikapajonu i Fanagorii. Powierzchnia ruin miasta wynosi około 8 ha.

## Nazwa
Pochodzenie nazwy miasta jest rzeczą sporną. Niektórzy sądzą, że pochodzi od słowa „μύρμηξ”, które ma 2 znaczenia: mrówka i podwodna rafa. Badacze sądzą, że jest to związane z występowaniem na wschód od miasta mielizny z wystającymi z wody skałami. Wówczas nazwa miasta oznaczałaby po prostu miejsce otoczone rafami. Inni wiążą nazwę miasta z imieniem jego założyciela, niejakiego Mirmekosa.

## Historia miasta

### Okres wczesny
Założone zostało przez osadników z Miletu w drugim ćwierćwieczu VI wieku p.n.e., przy czym ślady osadnictwa w tym miejscu sięgają epoki brązu. Początkowo była małą osadą rolniczo-rybacką, będąca kolonią Miletu. Już w pierwszych latach istnienia osada została zniszczona przez pożar wywołany najazdem z zewnątrz, co stało się następnie impulsem do budowy pierwszego muru obronnego wokół akropolu. W początkowym okresie istnienia miasta, w VI i na początku V wieku p.n.e., domy mieszkalne miały charakter ziemianek lub półziemianek. Znalezione zabytki z tego okresu świadczą o kontaktach mieszkańców osady ze Scytami i meockimi plemionami Kubania, odkryto również naczynia charakterystyczne dla kizył-kobińskiej kultury archeologicznej oraz pojedyncze naczynia trackie. Odkrycia te kłaniają do wniosku, że część mieszkańców osady stanowili Meoci, którzy następnie ulegli hellenizacji. Ważnym elementem gospodarki miasta było w tym czasie rolnictwo z uprawą pszenicy i jęczmienia. Rozwinęło się również rzemiosło.

### Okres hellenistyczny
Od V wieku p.n.e. rozpoczął się szybki rozwój miasta, które stało się jednym z bardziej aktywnych gospodarczo miast Państwa Bosporańskiego, chociaż nigdy niebędącym samodzielnym polis z prawem do bicia własnej monety. Było miastem wchodzącym w skład systemu gospodarczego Pantikapajonu. W tym też okresie zmienił się charakter zabudowy – ziemianki i półziemianki zostały zastąpione przez domy naziemne, a liczba ich i różnorodność zabytków w nich odnalezionych się zwiększyła. Około 480 p.n.e. miasto zostało częściowo zniszczone przez najazd scytyjski, co odbiło się na lokalnej gospodarce, które przeżywała kryzys aż do drugiej połowy V wieku p.n.e.
W drugiej połowie V wieku p.n.e. nastąpił kolejny etap rozkwitu miasta. Niewątpliwie związane to było z powstaniem Królestwa Bosporańskiego i wzmocnieniem siły zjednoczonych greckich polis znad Bosporu Kimmeryjskiego. W końcu V i w początkach IV wieku p.n.e. całe miasto zostało otoczone murami obronnymi o grubości 2,2-2,4 m i wzmocniono czworokątną basztą. W drugim ćwierćwieczu IV wieku p.n.e. miasto było zniszczone przez pożar, którego przyczyny nie są znane. Z tego okresu pochodzi również skarb brązowych, pantikapejońskich monet w liczbie 721 sztuk. W połowie III wieku p.n.e. mury zostały rozbudowane do grubości 3,2-3,8 m. Było to niewątpliwie związane z napływem nowych plemion scytyjskich na Krym, ustępujących z Naddnieprza pod naporem Sarmatów. Takie wzmocnienia fortyfikacji miejskich z tego okresu obserwuje się również w innych miastach bosporańskich np. Pantikapejonie i Tyritace.
Rozkwit ekonomiczny miasta, który nastąpił w IV-II wieku p.n.e., przejawiał się najdobitniej w rozbudowie miasta i pojawieniu się licznych, nowych i bogatszych domów. Rozwój ten był wynikiem ożywionego handlu zbożem prowadzonego przez Państwo Bosporańskie i rozwinięcia przez Myrmekjon produkcji wina oraz handlu winem. Materiał archeologiczny potwierdza kontakty handlowe miasta z większością wysp i miast greckich.
Jednym z typowych domów tego okresu to tzw. dom winiarza, gdzie kompleks mieszkalny stanowił jedną całość z zakładem produkcyjnym – tłocznią wina. Dom mieszkalny składał się z 3 pomieszczeń, położonych w jego północnej części i z wielkiego podwórza z pomieszczeniami dla służby w jego południowo-wschodniej części. Do części mieszkalnej od zachodu przylega tłocznia wina, obejmująca 2 duże pomieszczenia. Drugi duży kompleks produkcji wina odkryto w centralnej części miasta. W mieście podczas wykopalisk odkryto w sumie pozostałości 10 tłoczni wina, z czego najwcześniejsza pochodzi z początku III wieku p.n.e. Potwierdza to, że Myrmekion był wielkim bosporańskim centrum produkcji i handlu winem.
W mieście odkryto także ślady produkcji garncarskiej i metalurgicznej, o czym świadczą odnalezione formy odlewnicze, foremki do produkcji naczyń zdobionych reliefami, a także obecność pokrytych reliefami naczyń miejscowego pochodzenia. W centralnej części miasta znaleziono popielnik, w którym odkryto 40 tysięcy fragmentów ceramiki, w tym o charakterze unikalnym. We wschodniej części miasta odkryto popielnik, w którym odnaleziono skarb 99 monet elektronowych z małoazjatyckiego miasta Kyzikos. Na miejscu tego popielnika w początkach IV wieku p.n.e. była zbudowana świątynia Demeter. Potwierdza to fakt, że okres hellenistyczny był okresem największego rozwoju w dziejach miasta, podobnie zresztą, jak i w innych miastach bosporańskich. W tym okresie pojawiają się domy z wieloma pomieszczeniami, służącymi zarówno celom mieszkalnym, jak i gospodarczym. Podwórza tych domów były pokryte kamiennymi płytami lub tłuczonymi resztkami ceramicznymi. Co najmniej w pierwszej połowie V wieku p.n.e. w mieście na akropolu funkcjonowała świątynia, gdzie czczono Apolla, Herkulesa, nieznaną z imienia nimfę, a także prawdopodobnie i inne bóstwa panteonu greckiego.

### Okres rzymski
Od I wieku p.n.e., w efekcie zmian politycznych i gospodarczych w obrębie Królestwa Bosporańskiego, Myrmekjon spada do rangi osady pozbawionej murów miejskich. Przyczyniło się do tego także trzęsienie ziemi, które nawiedziło ten region w 63 p.n.e. Ponowny rozkwit miał miejsce w okresie rzymskim, pod koniec I wieku p.n.e. W okresie tym rozwinęło się rybołówstwo i przetwórstwo ryb, co związane było z dużym zapotrzebowaniem ze strony rzymskich garnizonów w Azji Mniejszej i na Krymie. Osada funkcjonował do drugiej połowy III wieku n.e., do czasu zniszczenia jej przez Gotów, choć istnieją dowody, że ludzie tutaj mieszkali jeszcze w IV wieku.

### Osady średniowieczne
Na miejscu miasta jeszcze dwukrotnie odradzało się życie – w VIII-IX wieku, gdy w miejscu tym znajdowała się niewielka osada chazarska, i w XIII-XV wieku, kiedy to istniała większa osada, założona przez osadników włoskich (prawdopodobnie genueńskich), o nazwie Pondico, zniszczona ostatecznie przez pożar w XV wieku i opuszczona.

## Wykopaliska w Myrmekjonie

### Początki
Pierwsze, amatorskie prace wykopaliskowe datują się na 1834. W tym to roku, w zachodniej, wyżynnej części miast, zakończonej skałą z płaskim szczytem, do którego wiodły wyciosane w kamieniu stopnie, zostały odkryte 2 grobowce ze wspólnym korytarzem (dromos), w których znajdowały się 2 marmurowe sarkofagi. Tego przypadkowego odkrycia dokonali marynarze straży przybrzeżnej.

### Sarkofag z Myrmekjonu
Jeden z sarkofagów był pięknie rzeźbiony, z reliefem przedstawiającym Achillesa wśród córek króla Nikomedesa. Na pokrywie znajdowały się figury mężczyzny i kobiety, leżących na łożu, jednak ich twarze nie zachowały się. Jest to największy jak dotychczas marmurowy, zdobiony reliefami sarkofag ze wszystkich odkrytych na północnym Nadczarnomorzu. Obecnie znajduje się w zbiorach Ermitażu. Przypuszczalnie oba sarkofagi należały do członków bosporańskiej rodziny królewskiej, a datowane są na drugą połowę II wieku p.n.e.

### Wykopaliska w XIX i XX wieku

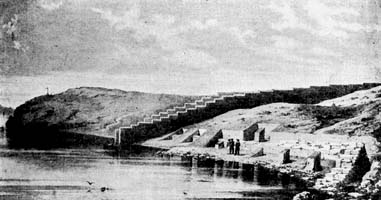
Wykopaliska w Myrmekjonie w XIX wieku, rysunek F.I. Grossa

W XIX wieku wykopaliska były prowadzone już profesjonalnie, ale sporadycznie, głównie w latach osiemdziesiątych przez F.I. Grossa, ale regularne wykopaliska miały miejsce od 1934. W latach 1956–1959 prace wykopaliskowe na terenie Myrmekjonu prowadziła ekipa polsko-radziecka pod kierunkiem K. Michałowskiego i W.F. Gajdukiewicza. Te i późniejsze badania, prowadzone przez radzieckich, a następnie rosyjskich i ukraińskich archeologów, pozwalają uznać Myrmekjon za jedno z najlepiej poznanych miast bosporańskich.
Do najważniejszych odkryć lat pięćdziesiątych XX wieku należało odsłonięcie zespołu domów mieszkalnych z III/II wieku p.n.e., ulic o brukowanej nawierzchni i szerokości 2,7-4,2 m, a przede wszystkim doskonale zachowanej, wspomnianej powyżej wytwórni wina z przylegającymi pomieszczeniami magazynowymi z III wieku p.n.e. W Myrmekjonie znaleziono wówczas również liczne egzemplarze ceramiki malowanej, reliefowej i użytkowe amfory stemplowane, stemplowane elementy architektoniczne z terakoty, lampki, terakoty figuralne, monety, przedmioty codziennego użytku (ciężarki tkackie, haczyki rybackie). Największą liczbę zabytków odkryto w popielniku, będącego najprawdopodobniej częścią większego kompleksu kultowego. Tam odkryto np. figurki i posągi Afrodyty i Demeter. Późniejsze badania prowadzone przez archeologów rosyjskich i ukraińskich pozwoliły m.in. na odtworzenie przebiegu murów miejskich, ujawniły relikty najstarszej zabudowy mieszkalnej, obiektów kultu oraz pozostałości zabudowy akropolu.

## Nekropola Myrmekjonu i Pondico
Nekropola Myrmekjonu rozłożona była na wschód i północ od miasta. W zachodniej części zlewała się ona z nekropolą Pantikapajonu. Najwcześniejsze pochówki datowane są na V wiek p.n.e., a najmłodsze – na III wiek n.e. Pochówki miały kształt prostokątnych jam, często wykutych w skale i przykrytych płytami kamiennymi, drewnianymi bądź dachówkami. Znane jest również cmentarzysko z okresu późnego średniowiecza (XIII-XV wiek) z czasów osadnictwa włoskiego.